# José Bové

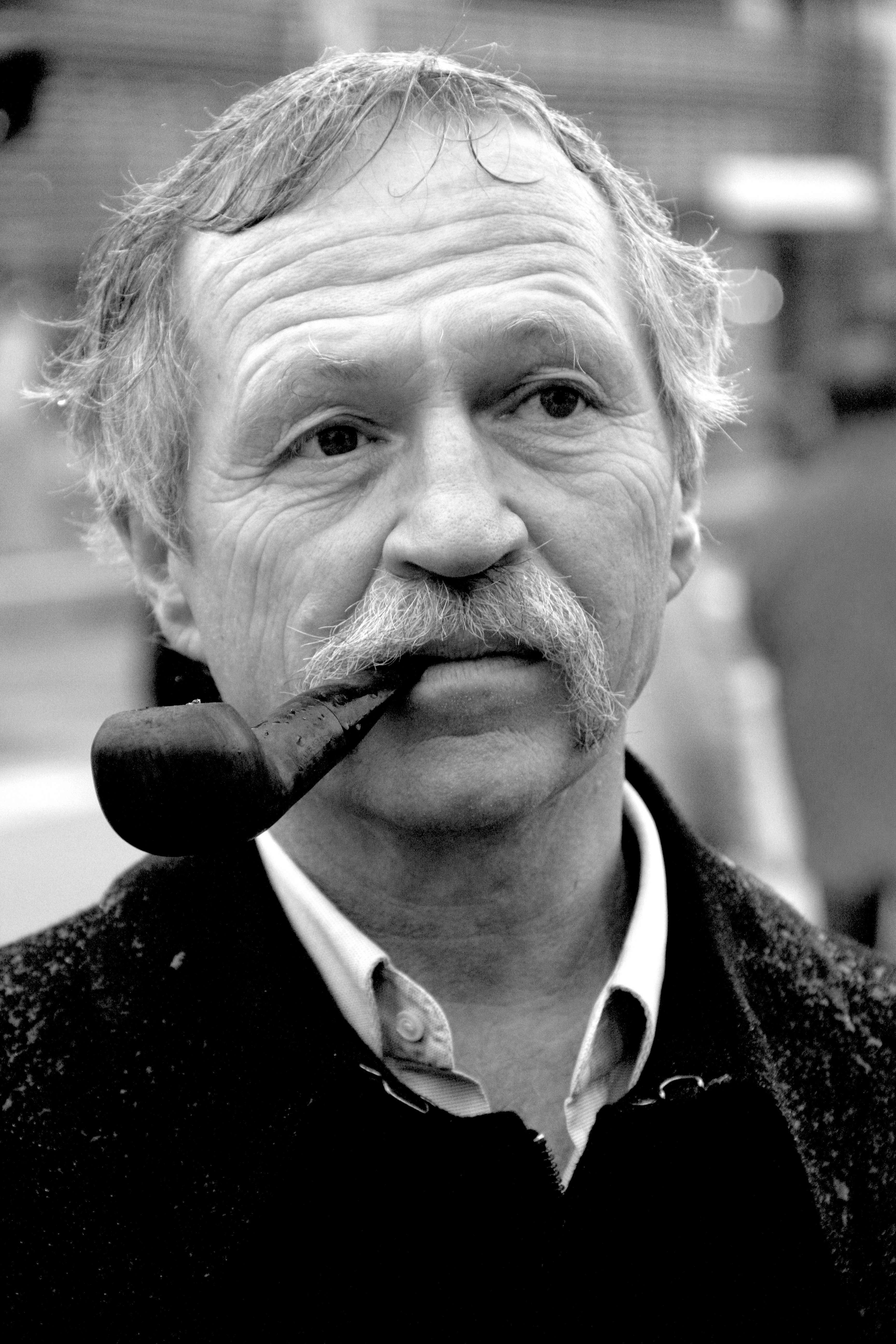
José Bové (2013)

Joseph „José“ Bové (* 11. Juni 1953 in Talence, Département Gironde) ist ein französischer Landwirt, Politiker (EELV), Globalisierungskritiker und Umweltaktivist. Er ist Gründungsmitglied und eine führende Figur der Confédération paysanne, eines französischen Bauernverbandes, der sich in den 1980er Jahren als alternativ-linkes Gegenstück zum etablierten Bauernverband Fédération nationale des syndicats d'exploitants agricoles (FNSEA) formiert hat. Bové war von 2009 bis 2019 Abgeordneter des Europäischen Parlaments. Im Januar 2014 wählten ihn die Europäischen Grünen zu ihrem Spitzenkandidaten zur Europawahl 2014. Er führte die Grünen zusammen mit Ska Keller in den Wahlkampf.

## Leben
Bové entstammt einer renommierten Akademikerfamilie. Sein aus Luxemburg stammender Vater Joseph-Marie Bové (* 1929), eine Koryphäe auf dem Gebiet der Mikrobiologie (Bereich Pflanzenkrankheiten), war zunächst Leiter der Abteilung Biochemie des Forschungsinstituts IRFA (Institut des Recherches sur les Fruits et Agrumes), dann bis 1984 Direktor des Laboratoire de Biologie cellulaire et moléculaire (Labor für Zell- und Molekularbiologie) am Institut national de la recherche agronomique (INRA) (Nationales Institut für Agronomieforschung) in Aquitanien und 1984 bis 1994 Präsident dieses regionalen Zentrums der INRA. 1994 bis 1999 leitete Bovés Vater den Aufbau des Institut de Biologie Végétale Moléculaire (IBVM) (innerhalb der INRA) in Villenave-d’Ornon (heute: Structure Fédérative de Recherche en Biologie Intégrative et Ecologie – SRFBIE) und war bis 2000 dessen Direktor. Gleichzeitig Lehrtätigkeit als Professor für Mikrobiologie an den Universitäten Nancy (1968 bis 1971) und Bordeaux (1978 bis 1998 / Emeritierung). Joseph Bové erhielt zahlreiche Auszeichnungen – u. a. wurde er 1993 zum Mitglied der Académie des sciences ernannt.
Bovés Mutter Colette (geb. Dumeau) – ursprünglich Ärztin – lehrte später als Professorin für Biologie.
1956, José Bové war gerade 3 Jahre alt, wurden seine Eltern von der University of California, Berkeley zu Agrarökonomie- und Biochemieforschungen eingeladen und José verbrachte seine frühe Kindheit (bis 1959) in den USA.
Nach Frankreich zurückgekehrt, ließ sich die Familie in einem Vorort westlich von Paris nieder
und Bové wurde auf eine private, bilinguale Schule der Jesuiten in Athis-Mons, Département Essonne geschickt.
Bereits als Jugendlicher rebellierte Bové gegen althergebrachte, verkrustete Strukturen. Im Alter von 15 Jahren – es war die Zeit der 68er Unruhen – musste er nach einer Schülerrebellion die Schule verlassen. Sein Abitur (Baccalauréat) machte er 1970 an einer anderen Schule mit Auszeichnung. Er schrieb sich kurzzeitig für Philosophie an der Universität Bordeaux ein, kam aber dann über die Protestbewegung der 1970er Jahre zur Landwirtschaft.

## Proteste auf dem Larzac
In der Zeit von 1973 bis 1981 war Bové eine der führenden Persönlichkeiten im Kampf um den Larzac. Die dort aktive Protestbewegung richtete sich gegen die Ausweitung des bis heute vorhandenen Truppenübungsplatzes Camp du Larzac, für die weitere Flächen der Hochebene im Südwesten Frankreichs der landwirtschaftlichen Nutzung entzogen werden sollten. Ferner trat er in den 1990er Jahren als Greenpeace-Aktivist in Erscheinung.
Bové lebt seitdem auf der Hochebene und hat sich 2006 im Weiler Montredon (Aveyron) ein Holzhaus im New-Age-Stil gebaut.

## Aktionen und Proteste
José Bové war 1998 eines der Gründungsmitglieder der Organisation Attac.
Große Popularität erlangte José Bové 1999 durch die sogenannte „McDonald’s-Affäre“. Hintergrund dieser Affäre war die Zerstörung eines McDonald’s-Restaurants durch protestierende Bauern in Millau. Der Protest richtete sich gegen Strafzölle auf französische Produkte wie Roquefortkäse, die die USA als „Vergeltungsmaßnahme“ einführte, als die Europäische Union sich ihrerseits zuvor dem Import von gentechnisch veränderten Nahrungsmitteln aus den USA verweigert hatte. Aus diesem Grund erschienen am 12. August 1999 Bauern vor der McDonald’s-Filiale in Millau und zerstörten diese, ohne dass Menschen zu Schaden kamen. Bové wurde als Anstifter dieser Aktion im Jahr 2000 zu drei Monaten Gefängnis verurteilt.
Zur Affäre weitete sich dieses Ereignis deshalb aus, weil der Handelskonflikt zwischen Frankreich und den USA weiter bestand und die amerikanische Politik sowohl die Zerstörung der McDonald’s-Filiale als auch die ihrer Meinung nach zu geringe Strafe für Bové als „Antiamerikanismus“ interpretierte. Frankreich verbat sich nun seinerseits jegliche Einmischung der USA in seine inneren Angelegenheiten.
Durch dieses Ereignis stieg die Bekanntheit Bovés stark an. So wurden sein Haftantritt und seine Haftentlassung zum Medienereignis, obwohl er wegen ähnlicher Aktionen bereits mehrfach vorbestraft war. Bové hatte nunmehr die Möglichkeit, seinen Protest gegen die „Malbouffe“ (frei übersetzt „Drecksfraß“) – ein von ihm populär gemachter Begriff von Joël de Rosnay – einer bis dahin nicht so stark interessierten Öffentlichkeit zu präsentieren. Mehrere Male wurde er verurteilt, weil er gentechnisch veränderte Pflanzen zerstörte.
2005 wurde José Bové zu vier Monaten Gefängnis wegen des Verwüstens von Genmais-Plantagen im Rahmen einer sogenannten Feldbefreiung verurteilt. Das Urteil wurde Februar 2007 rechtskräftig.

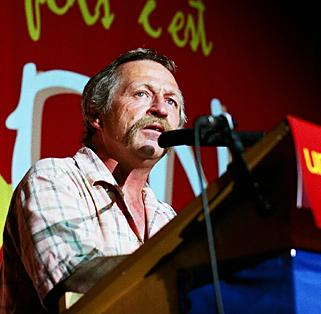
José Bové (Paris, Mai 2005)

In einem anderen Verfahren wurde Bové wegen eines am 30. Juli 2006 stattgefundenen Verwüstens von Genmais-Plantagen der Sorte MON810 zu einer Geldstrafe von 180 Tagessätzen verurteilt.

## Politische Erfolge
Am 1. Februar 2007 kündigte José Bové seine Kandidatur für das Amt des Staatspräsidenten an. Der erste Wahlgang der Präsidentschaftswahl 2007 fand am 22. April statt, Bové erreichte 1,3 Prozent der abgegebenen gültigen Stimmen (483.008 Stimmen).
Am 7. Juni 2009 wurde Bové als Spitzenkandidat des Bündnisses Europe Écologie in Südwestfrankreich in das Europäische Parlament gewählt. Er ist dort stellvertretender Vorsitzender des Ausschusses für Landwirtschaft und ländliche Entwicklung. Als Abgeordneter hat er sich der Grünen-Fraktion im EP angeschlossen.
Ebenso ist Bové Mitglied in der Delegation im Parlamentarischen Ausschuss Cariforum-EU.

## Autor
Auch sein bekanntestes literarisches Werk Le Monde n'est pas une marchandise – des paysans contre la malbouffe („Die Welt ist keine Ware. Bauern gegen Agromultis“) wurde zum Bestseller. Aufgrund seiner geschickten Provokationen wurde Bové zum Medienstar der ökologischen und linken Protestbewegung. Bové wird auch wegen seines Aussehens mit dem Comic-Helden Asterix verglichen, der ebenfalls auf originelle Weise den Widerstandsgeist der „unbeugsamen Gallier“ verkörpert.

## Werke
- Nous, Paysans, gemeinsam mit Gilles Luneau – Hazan – 2000
- Le Monde n’est pas une marchandise – des paysans contre la malbouffe, gemeinsam mit François Dufour – Pocket – 2000 (deutsch: Die Welt ist keine Ware. Bauern gegen Agromultis), Kiepenheuer & Witsch, Köln 2002
- Des paysans contre la malbouffe, gemeinsam mit François Dufour und Gilles Luneau – Pocket – 2001
- Retour de Palestine – Mille et une nuits – 2002
- Paysan du Monde, gemeinsam mit Gilles Luneau – Fayard – 2002
- La Confédération paysanne, gemeinsam mit Yves Manguy und Georges Bartoli – Eden 2003
- Pour la désobéissance civique, gemeinsam mit Gilles Luneau – 10/18 – 2004

- Candidat rebelle, gemeinsam mit Denis Pingaud – Hachette Litteratures – 2007
- Du Larzac à Bruxelles, gemeinsam mit Jean Quatremer – Cherche Midi – 2010

## Filme
- Manufacturing Dissent – Michael Moore auf der Spur – Dokumentarfilm, Kanada 2007 – Regie: Rick Caine & Debbie Melnyk
- Tous au Larzac – Dokumentarfilm, Frankreich 2011 – Regie: Christian Rouaud
- No gazaran – Dokumentarfilm, Frankreich 2014 – Regie:  Doris Buttignol & Carole Menduni
- Bauer unser – Dokumentarfilm, Österreich 2016 – Regie: Robert Schabus